# Gusttavo Lima

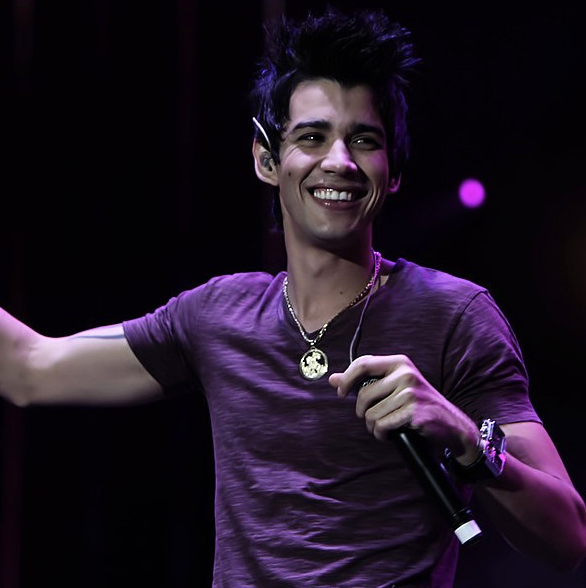
Gusttavo na koncercie

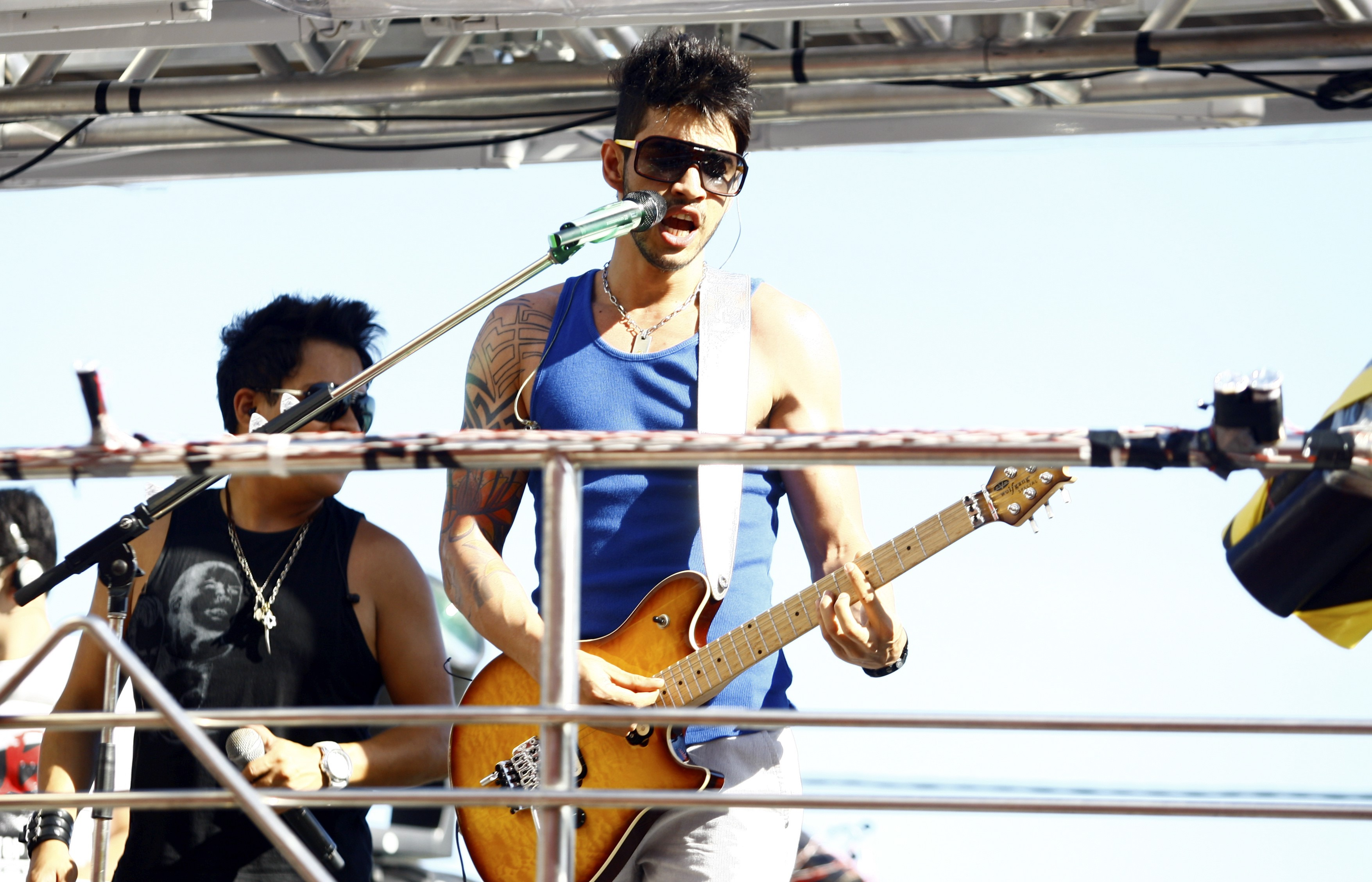
Gusttavo Lima podczas koncertu w Brazylii, 2012

Nivaldo Batista Lima, znany jako Gusttavo Lima (ur. 3 września 1989 w Presidente Olegário) – brazylijski piosenkarz, który zyskał międzynarodową sławę dzięki piosence „Balada (Tche tcherere tche tche)” z 2011.

## Życiorys
Jest synem Alcino i Sebastiany Limów, urodził się w Brazylii w stanie Minas Gerais, dorastał w mieście Goiânia w stanie Goiás. W 1998 wystąpił jako solista w chórze i zwrócił na siebie uwagę interpretacją piosenki „É o amor”, skomponowaną przez Zezé di Camargo i Luciano.
W 2011 wydał singiel „Balada (Tche tcherere tche tche)”, w którego promocji pomagał mu brazylijski piłkarz Neymar. Singiel osiągnął międzynarodowy sukces komercyjny.
Jego żoną jest Andressa Suita, z którą ma syna Gabriela (ur. 2017).

## Dyskografia

### Albumy
- 2009: Revelação
- 2009: Gusttavo Lima
- 2010: Inventor dos amores
- 2011: Gusttavo Lima e você (live) – złota płyta w Polsce[2]
- 2012: Ao Vivo em São Paulo
- 2014: Do Outro Lado da Moeda
- 2015: Buteco do Gusttavo Lima (live)
- 2016: Gusttavo Lima 50/50 (live)
- 2017: Buteco do Gusttavo Lima 2
- 2018: O Embaixador (live)
- 2019: O Embaixador in Cariri (live)
- 2020: O Embaixador The Legacy (live)

### Single
- 2009: „Rosas, versos e vinhos”
- 2010: „Inventor dos amores”
- 2011: „Cor de ouro”
- 2011: „Refém”
- 2011: „Balada (Tche tcherere tche tche)”
- 2012: „60 Segundos”
- 2012: „Gatinha assanhada”
- 2013: „Doidaça”
- 2013: „Diz pra mim”
- 2013: „Not this time (Vou me encontrar)” feat. Laura S.
- 2013: „Fui Fiel”
- 2013: „Tô solto na night”
- 2014: „10 anos”
- 2014: „Que mal te fiz eu? (Diz-me)”
- 2014: „Se é pra beber eu bebo”
- 2015: „Você não me conhece”
- 2015: „Tá faltando eu”
- 2015: „Não paro de beber”
- 2016: „Jejum de amor”
- 2016: „Que pena que acabou”
- 2016: „Homem de família”
- 2017: „Eu Vou Te Buscar”
- 2018: „Mundo de Ilusões”
- 2018: „Zé da Recaída”
- 2019: „Milu”
- 2019: „Online”
- 2020: „Saudade Sua”
- 2020: „De Menina Pra Mulher”